# Hørby (Frederikshavn Kommune)
 For alternative betydninger, se Hørby. (Se også artikler, som begynder med Hørby)
Hørby er en bebyggelse bestående af en tidligere landsby og en tidligere stationsby i det østlige Vendsyssel med 385 indbyggere  (2024). Hørby er beliggende 10 kilometer vest for Sæby og 4 kilometer nordvest for Syvsten.
Landsbyen ligger i Region Nordjylland og hører under Frederikshavn Kommune. Hørby er beliggende i Hørby Sogn.

## Om byen
Hørby er kendt for efterskolen Hørby Efterskole. I landsbyen findes idrætsforening, skole, dagligvarebutikker, med mere.

## Historie
Der, hvor Hørby Stationsby kom til at ligge, lå i 1682 landsbyen Estrup. Denne bestod af 9 gårde og 3 huse med jord. Det samlede dyrkede areal udgjorde 227,1 tønder land skyldsat til 32,99 tønder hartkorn. Estrup blev på det nærmest opløst ved udskiftningen således, at området bestod af spredte enkeltgårde, da jernbanen blev anlagt.
Omkring århundredeskiftet beskrives forholdene således: "I Sognet den enligt beliggende Hørby Kirke og Hørby (Vester- og Øster-H.), Gde. og Huse, med Skole og Friskole („Godthaab“), Andelsmejeri og Jærnbanestation, den sidste ved den ved Hjørringvejen liggende Risgaard, hvor der 1899 er opf. en Folkehøjskole." Hørby kirke og huse lå spredt nord for åen, men station og folkehøjskole lå syd for.
Hørby Station var 1899-1968 station på Sæbybanen (Aalborg Privatbaner) og 1913-1953 endestation på Hjørring-Hørby Jernbane (Hjørring Privatbaner). Stationen blev lagt på bar mark ca 2 km sydøst for Hørby Kirke. Imidlertid opstod der hurtigt en mindre stationsby med skole (Estrup skole), teknisk skole (Hørby Håndværkerskole). missionshus (opført 1897), købmandshandel, Risgård brugsforening, Hørby låne- og sparekasse (oprettet 1919, 31. marts 1921 var indskudet 73.860 kr, reservefond 7348 kr.), Risgaard Andelsmejeri oprettet 1907, kro, maskinværksted, jernbanestation og postekspedition. I 1916 havde stationsbyen 315 indbyggere fordelt på 58 ejendomme.
Gennem det meste af sin eksistens var stationsbyen stagnerende: 325 indbyggere i 1921, 324 i 1925, 372 i 1930, 383 i 1935, 374 i 1940, 409 i 1945, 456 i 1950, 462 i 1955, 496 i 1960 og 488 i 1965. I 1930 var erhvervssammensætningen: 98 levede af landbrug, 114 af industri og håndværk, 43 af handel, 22 af transport, 19 af immateriel virksomhed, 45 af husgerning, 26 var ude af erhverv og 5 havde ikke angivet oplysninger. Fraværet af både egentlig industri og oplandsrettet virksomhed bidrog til byens stagnation. Måske har Dybvad stationsby ca. 5 km syd for bidraget til at stække udviklingen.
Senere blev oprettet et kommunekontor og anlagt et alderdomshjem i byen.